# Балка Гадюча
Балка Гадюча — ландшафтний заказник місцевого значення. Об'єкт розташований на території Запорізького району Запорізької області, 1,5 км на північний захід від села Володимирівське.
Площа — 16,8 га, статус отриманий у 1998 році.

## Природні особливості
Ландшафтний заказник «Балка Гадюча» знаходиться у одному з правих відрогів великої правобережної однойменної балкової системи — балки Гадючої. 
Більша частина території заказника вкрита штучнолісовою рослинністю. Байрачна деревно-чагарникова рослинність збереглася по днищу балки та у її верхів'ях (1—3 стадії антропогенної дигресії). Цілинна степова рослинність представлена двома невеликими ділянками в середній частині балки (1—3 стадії дигресії). Вузькою переривчастою смугою по днищу балки тягнеться суходільна лука (2—4 стадії дигресії), яка утворилася на місці знищеного байрачного лісу.

### Раритетні види та угруповання рослин
На території заказника зростає 8 видів, занесених до Червоної книги України (сон лучний, горицвіт волзький, горицвіт весняний, брандушка різнокольорова, шафран сітчастий, тюльпан дібровний, рястка Буше, ковила волосиста, ковила Лессінга та 6 видів, занесених до Червоного списку рослин Запорізької області (мигдаль степовий, астрагал пухнастоквітковий, барвінок трав'янистий, півники маленькі,  гіацинтик блідий, проліска дволиста.
На території заказника виявлено 3 рослинних угруповання, які занесені до Зеленої книги України, зокрема групу асоціацій звичайнодубових лісів татарськокленових, формації мигдалю степового та ковили волосистої. 

### Раритетні види тварин
На території заказника зареєстровано 5 видів тварин, занесених до Червоної книги України (махаон, жук-олень, ящірка зелена, полоз жовточеревий. 

## Галерея

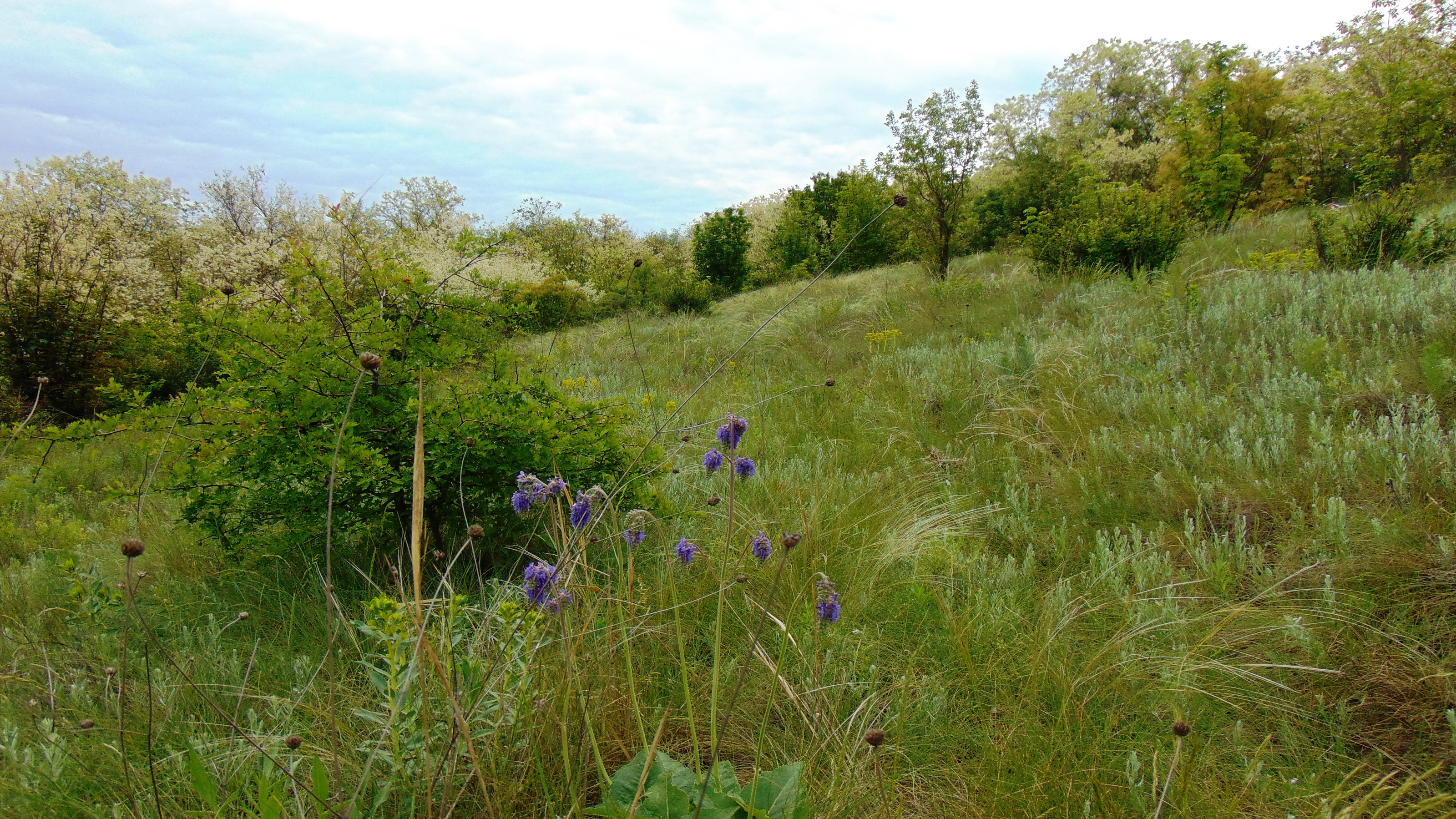
Різнотравно-типчаково-ковиловий степ
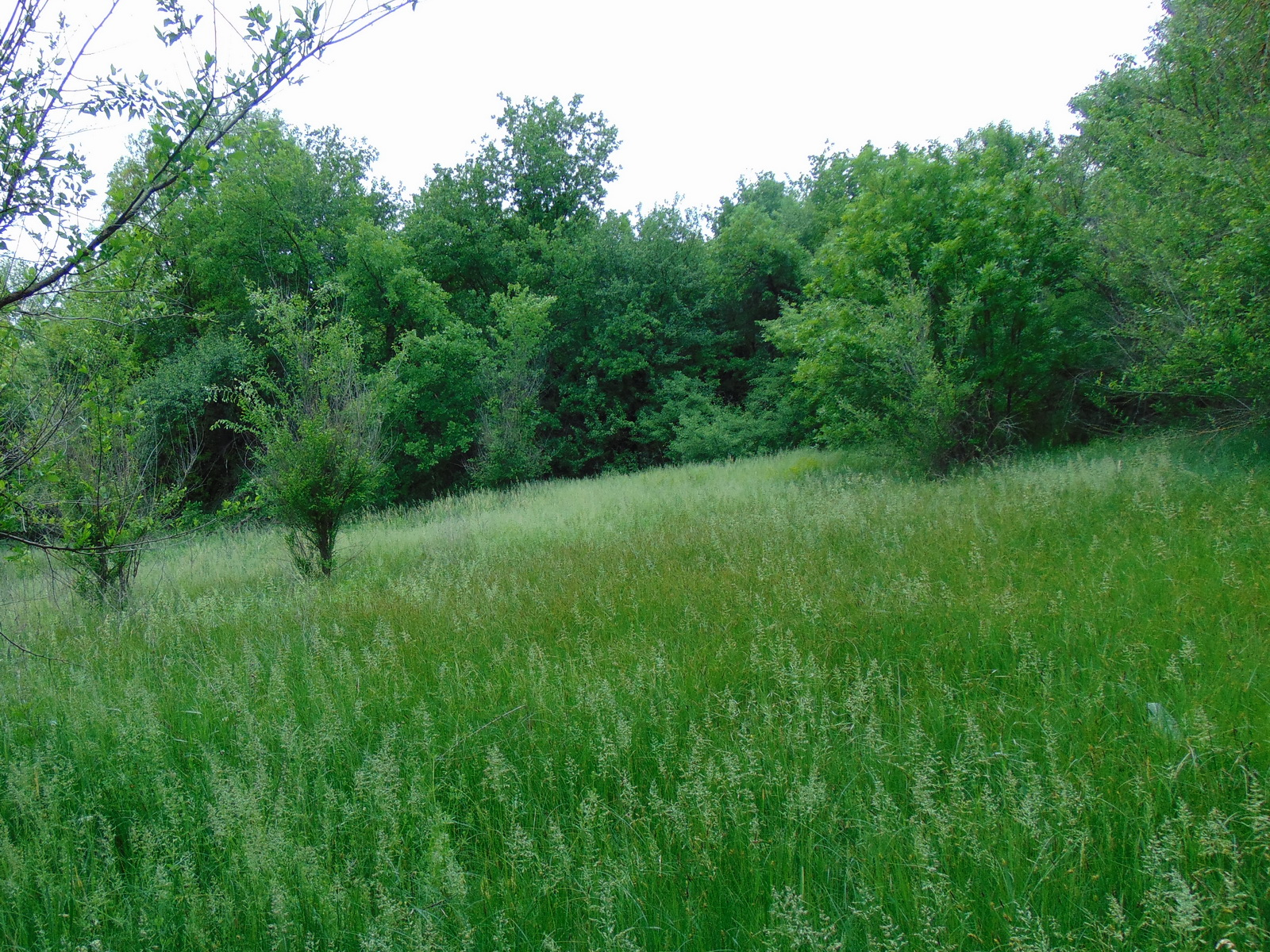
Лучний степ
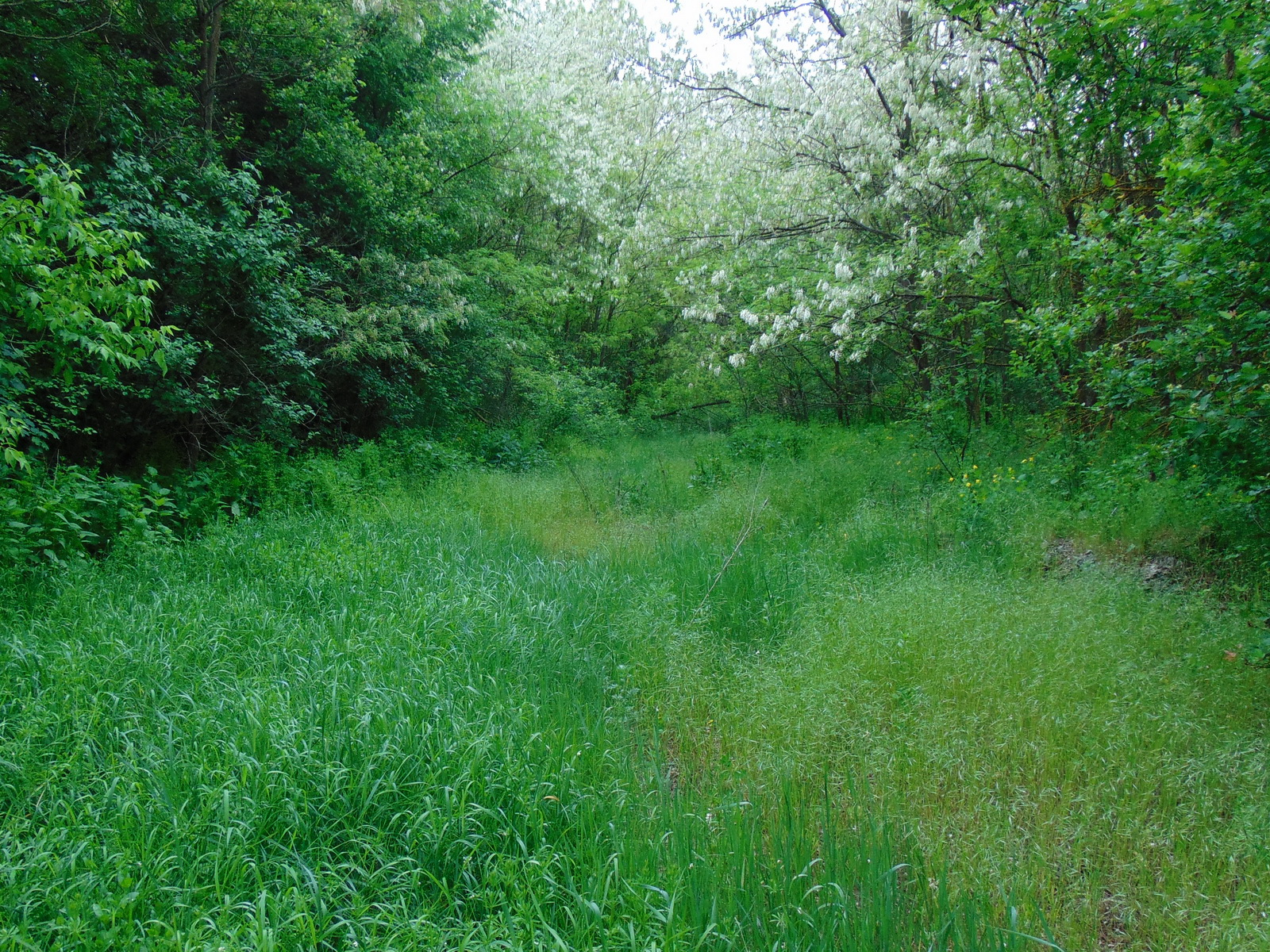
Суходільна лука
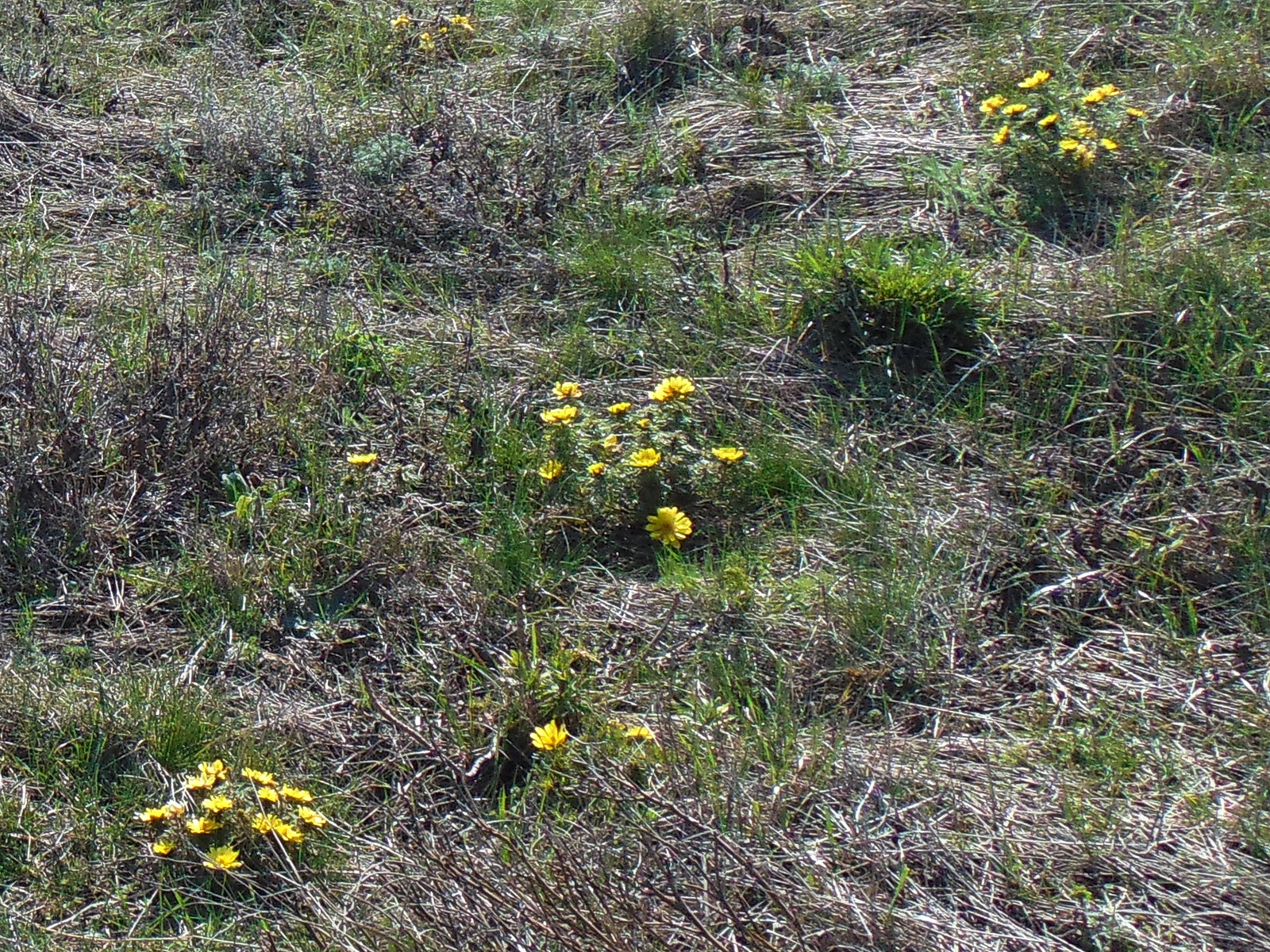
Ценопопуляція горицвіту волзького
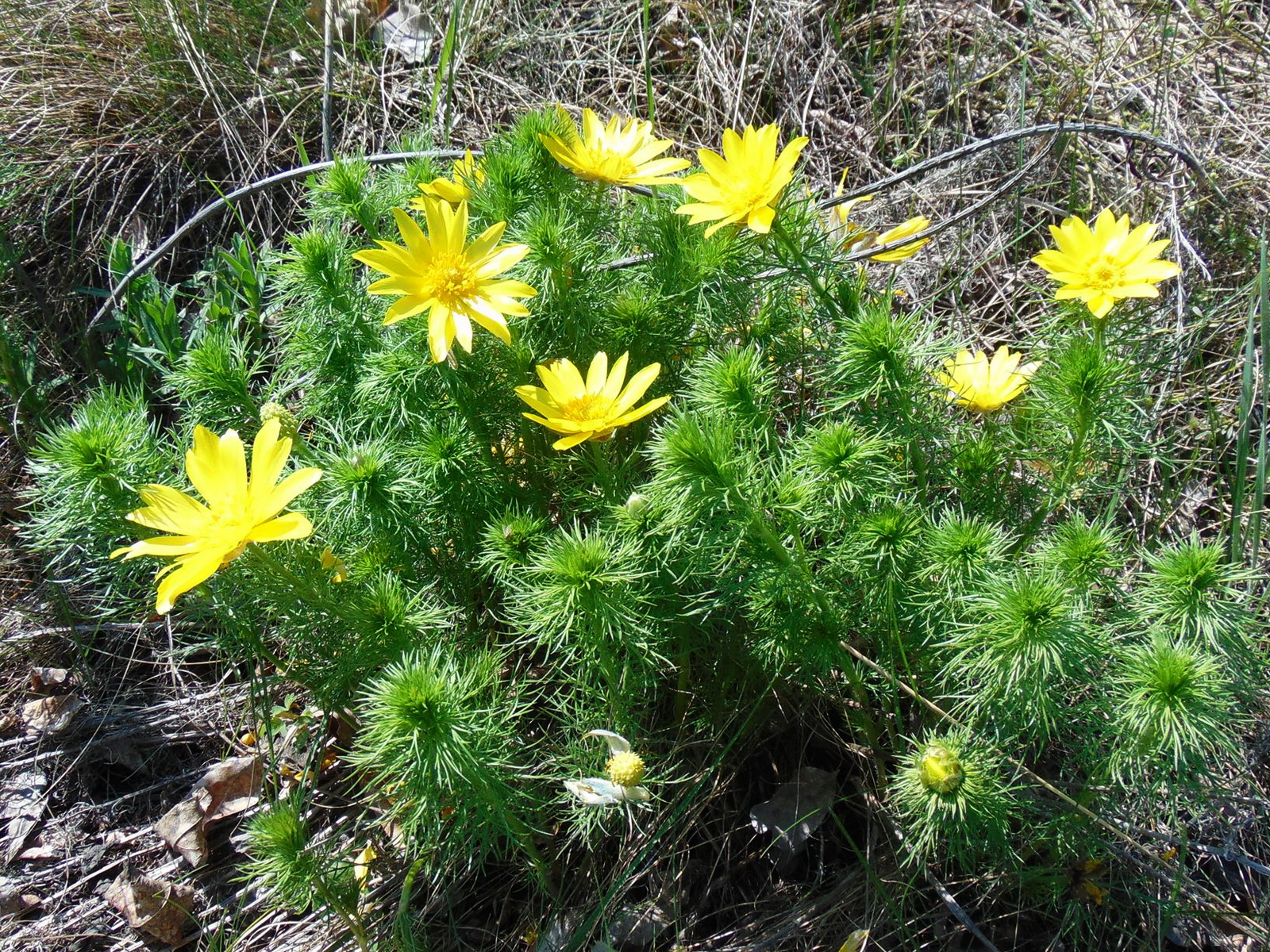
Горицвіт весняний
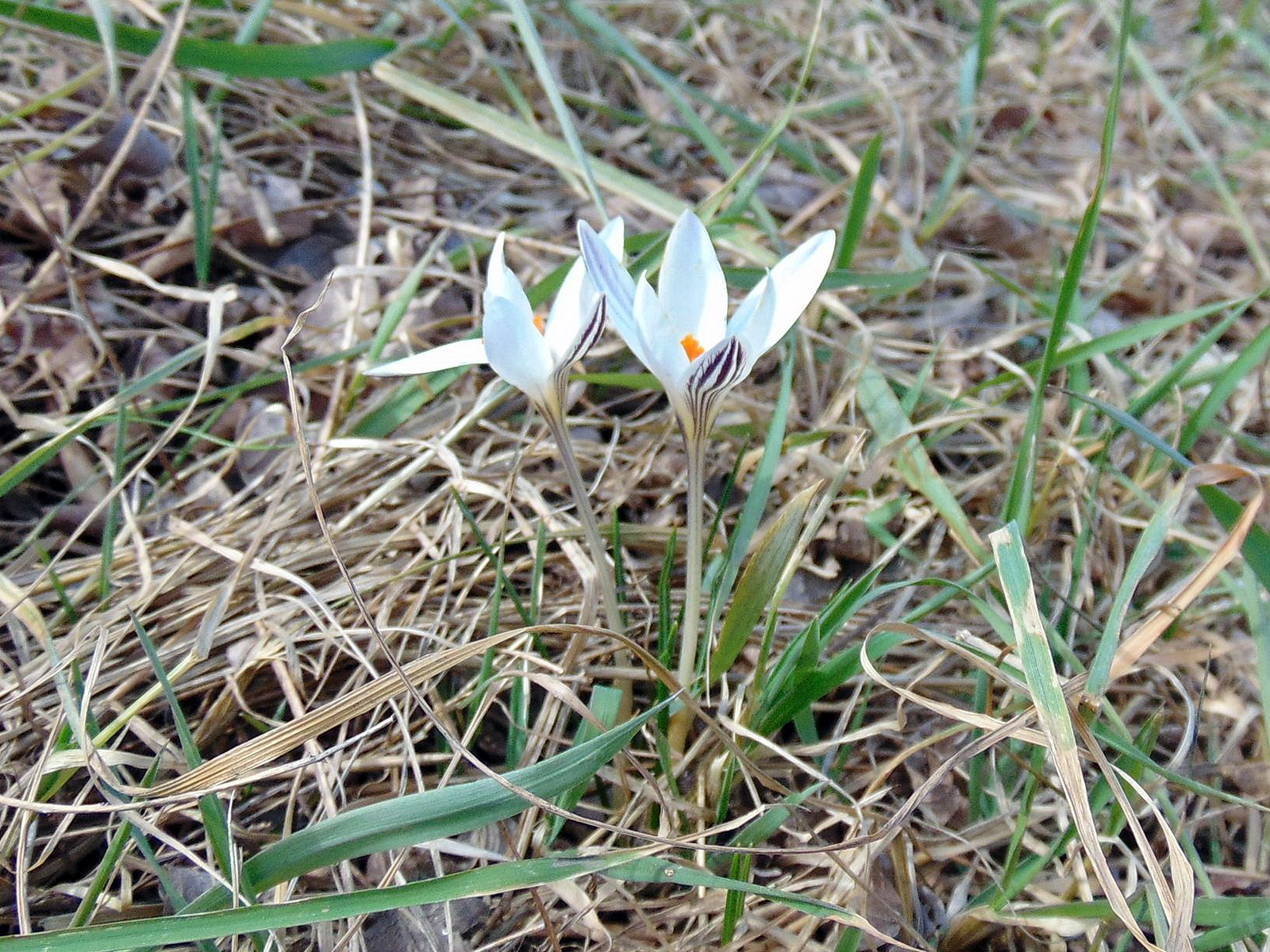
Шафран сітчастий
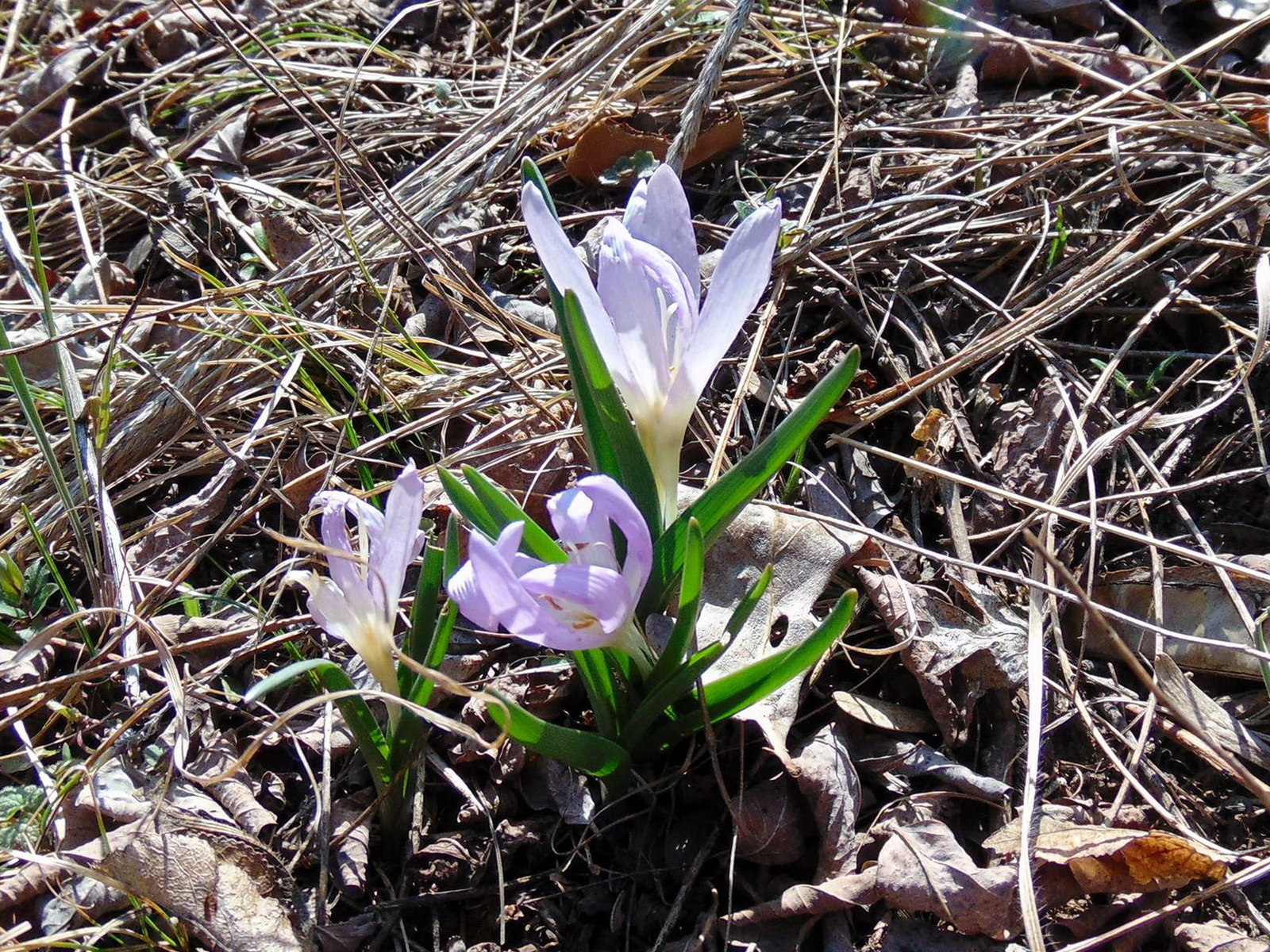
Брандушка різнокольорова
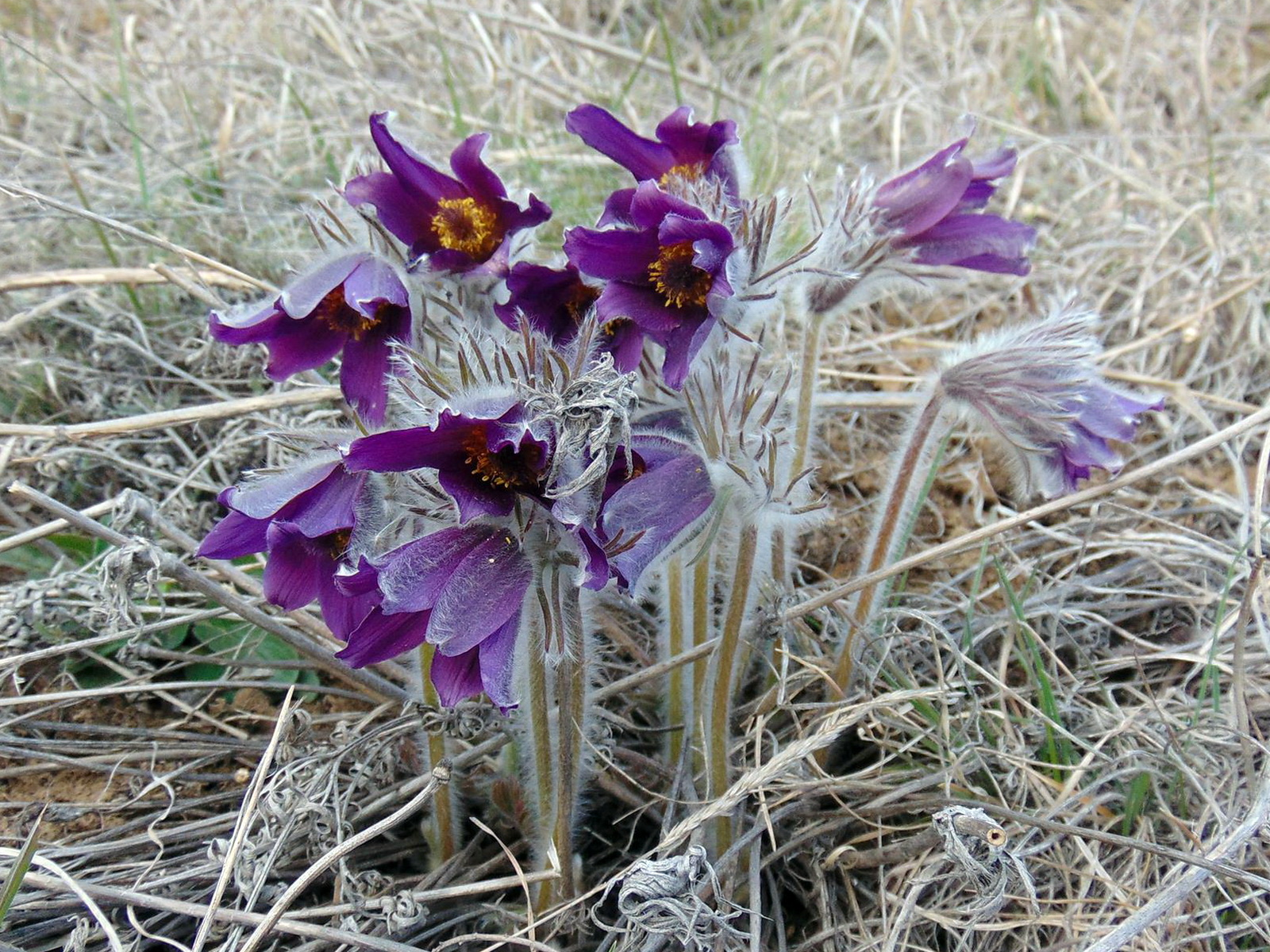
Сон лучний
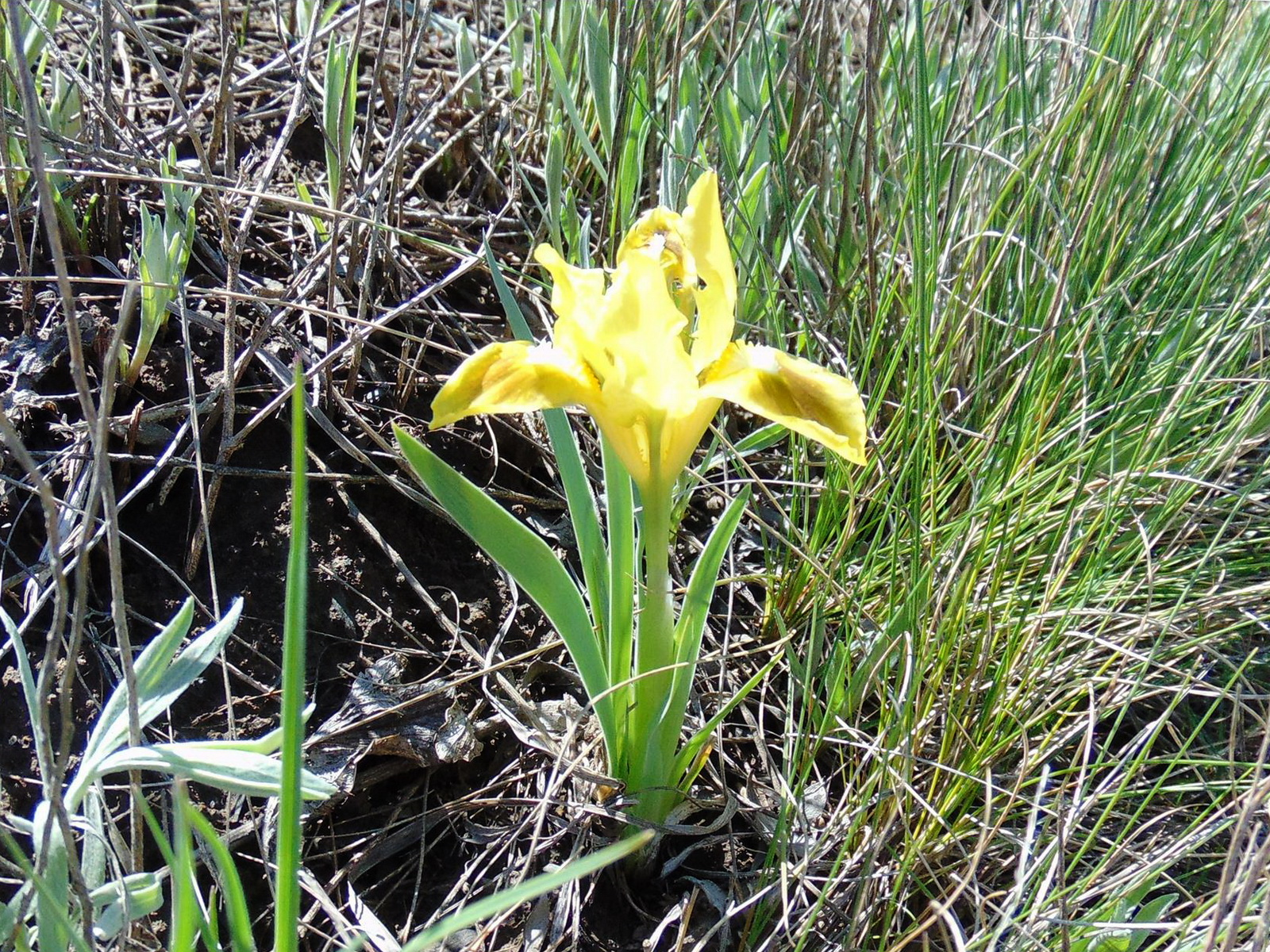
Півники маленькі
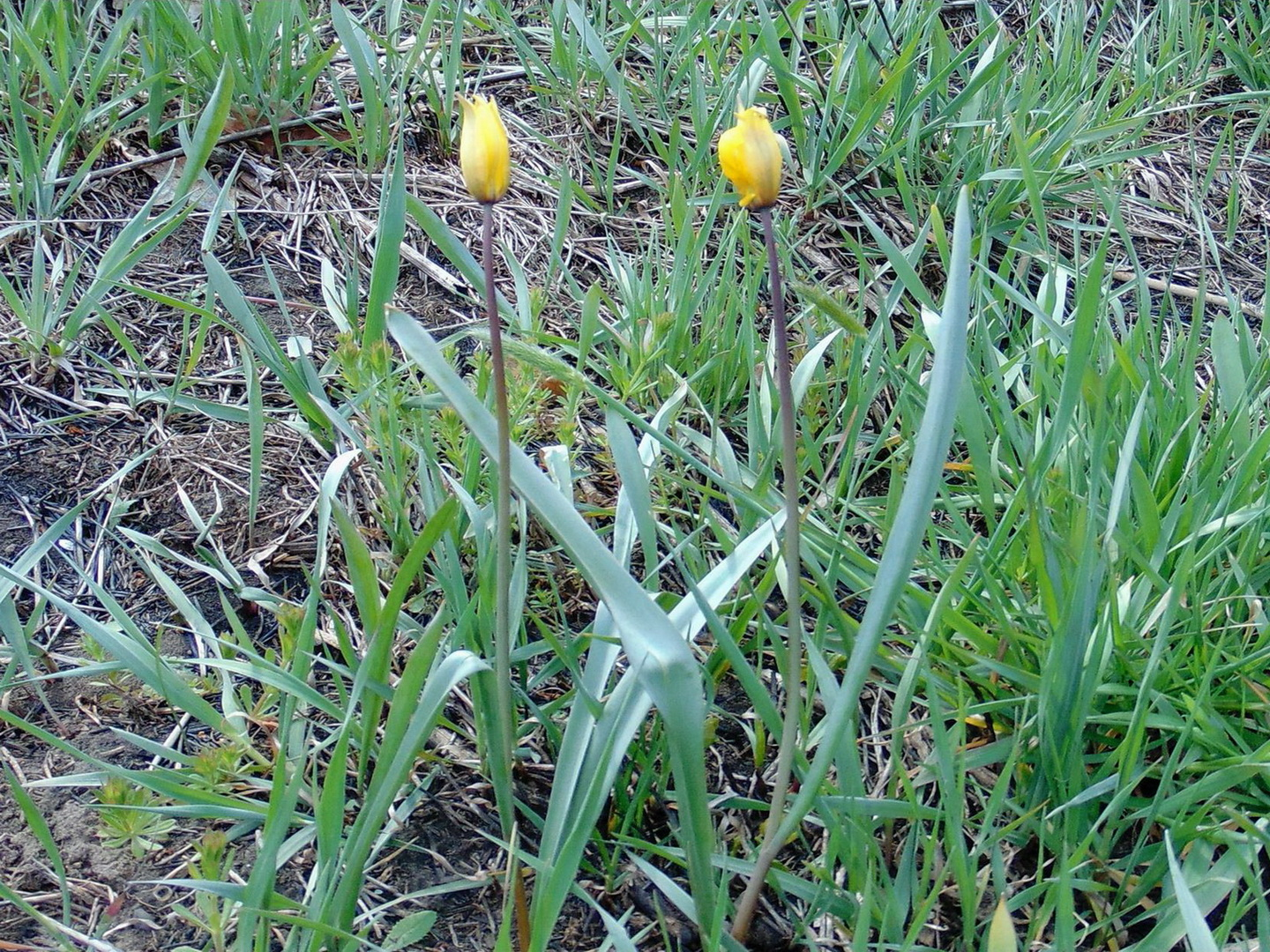
Тюльпан дібровний
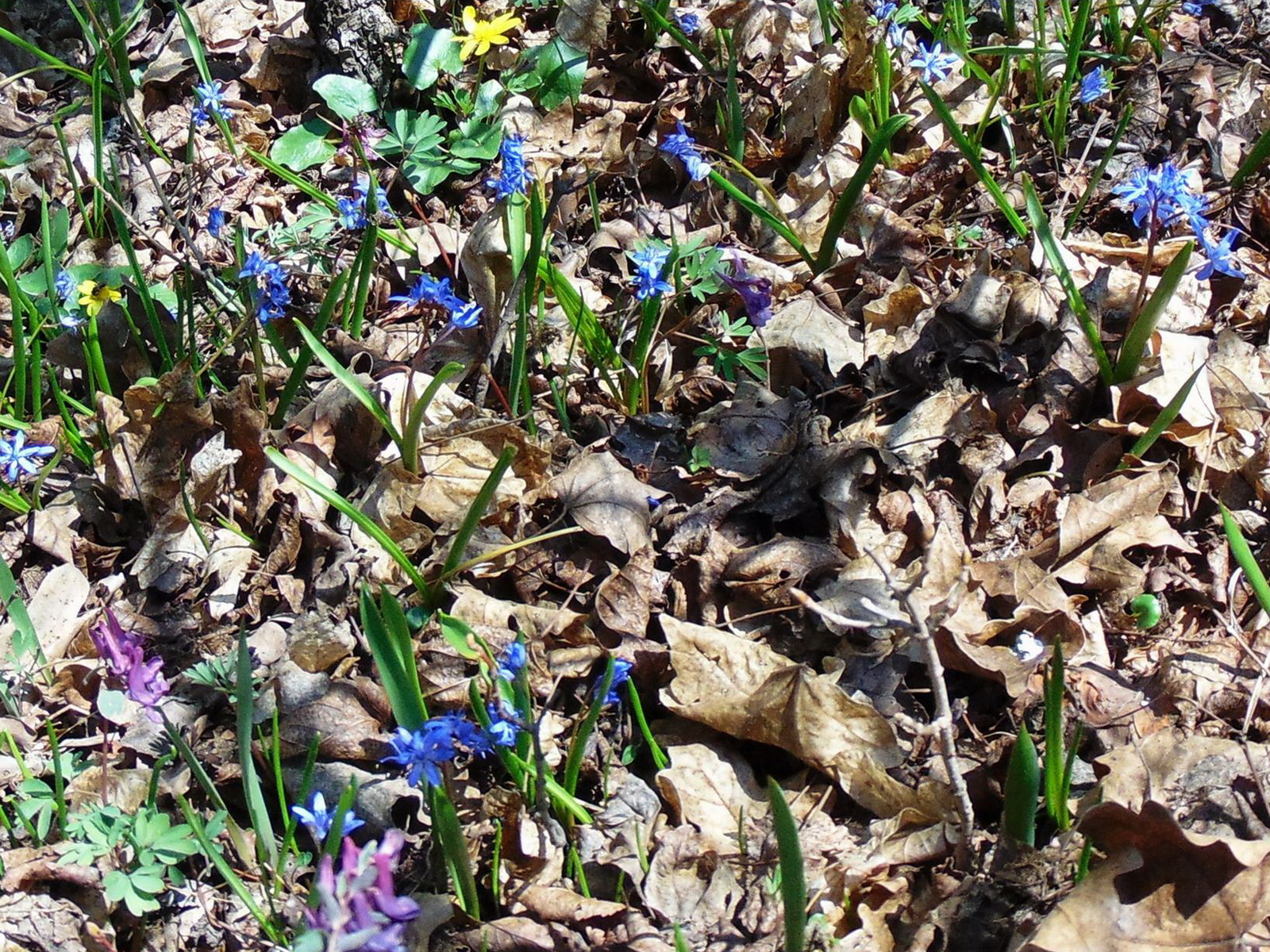
Ценопопуляція проліски дволистої
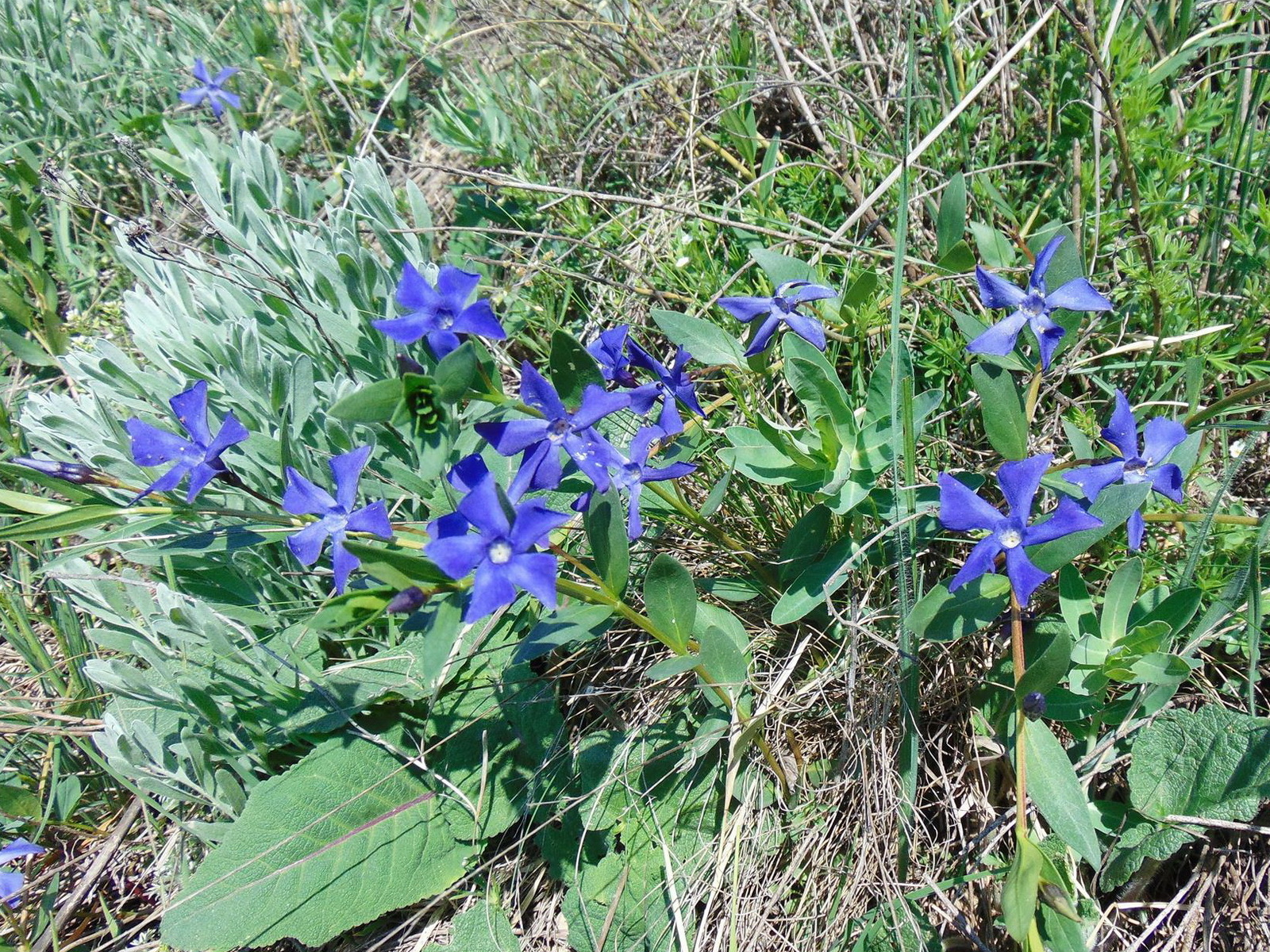
Барвінок трав'янистий